# Халль-бай-Адмонт
Халль-Адмонт (нем. Hall bei Admont) — коммуна в Австрии, в федеральной земле Штирия. 
Входит в состав округа Лицен.  Население составляет 1780 человек (на 1 января 2009 года). Занимает площадь 50,72 км². Официальный код  —  6 12 16. Город-побратим — Флеккеби в Германии, в земле Шлезвиг-Гольштейн

## Политическая ситуация
Бургомистр коммуны — Херманн Вацль (Социал-демократическая партия Австрии) по результатам выборов 2010 года.
Совет представителей коммуны (нем. Gemeinderat) состоит из 15 мест.
- СДПА занимает 10 мест.
- АНП занимает 2 места.
- АПС занимает 2 места.
- Зелёные занимает 1 место.

## Географическое положение
Халль-Адмонт расположен в долине реки Энс между Энсом и Адмонтом на юге и горами Халлер Мауерн на севере. Высшая точка в Халлер Мауерн и в коммуне — гора Гроссер Пюргас (Großer Pyhrgas) (2 244 м). Халлер Мауерн — северная часть Эннстальских Альп, является границей между Штирией и Верхней Австрией.

## Ссылки

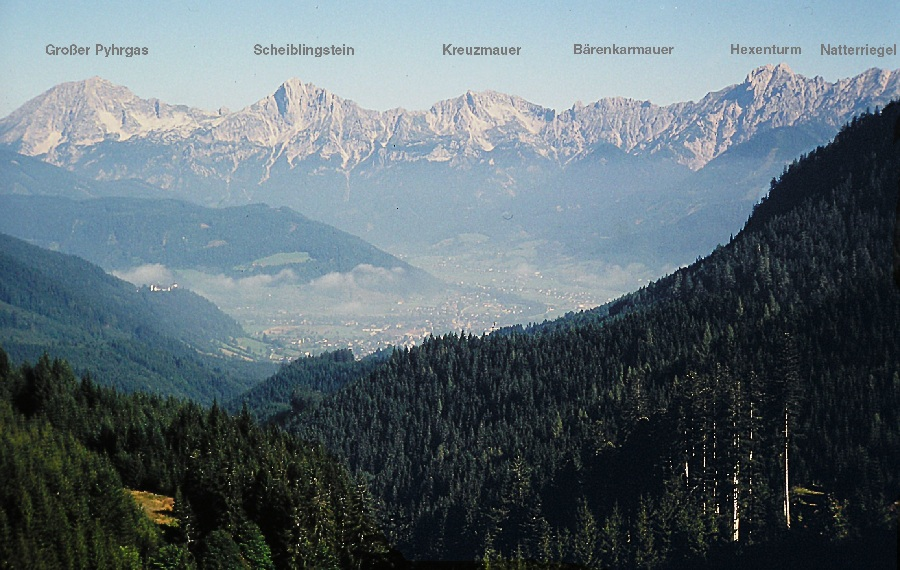
Адмонт и Халль перед горами Халлер Мауерн